# 比利亚卡尼亚斯
比利亚卡尼亚斯，是西班牙卡斯蒂利亚-拉曼恰托莱多省的一个市镇。总面积269平方公里，总人口9805人（2001年），人口密度36人/平方公里。